# فوبقند
فوبقند
Vobkent هي مدينة في محافظة بخارى بأوزبكستان، تقع على بعد نحو 25 كيلومترا شرقا من بخارى ، وهي على ارتفاع 240 متر من سطح البحر. يبلغ عدد سكانها نحو 12.400 من المواطنين طبقا لإحصاء عام 1989 ، وطبقا لإحصائية عام 2009 وصل عدد سكانها 17.986 من المواطنين .

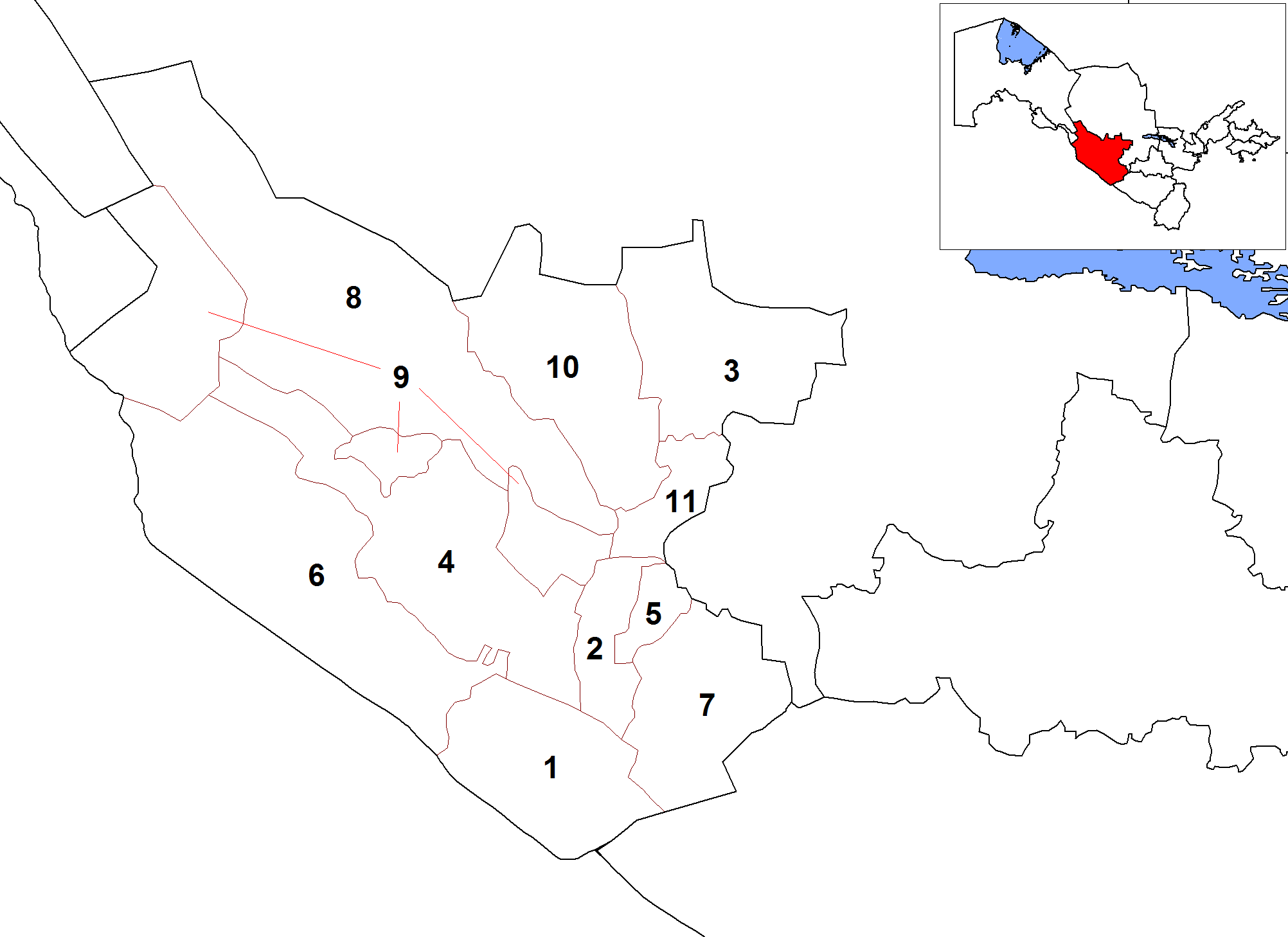
مناطق محافظة بخارى; فوبقند هي رقم 11 على الخريطة

## معالمها السياحية
أهم معالمها السياحية هي مئذنة فوبقند وهي مئذنة يبلغ ارتفاعها 7و28 متر، وهي من عهد القراخانيين ، وبُنيت في الأعوام 1197 - 1199 . المئذنة تشبه إلى حد كبير مئذنة كالان في مدينة بخارى، ولكنها تظهر أقل دقة وجمالا، وهي أقل منها ارتفاعا.

## وصلات خارجية
- Vabkent article on WikiMir

## اقرأ أيضا
- مئذنة فوبقند
- مئذنة كالان
- بخارى